# Культурный канон Латвии
Культурный канон Латвии (латыш. Latvijas kultūras kanons) — список из 99 наиболее выдающихся и известных произведений искусства и культурных ценностей Латвии. В него входят работы в семи категориях: архитектура и дизайн, кино, литература, музыка, сценическое искусство, народные традиции, изобразительное искусство Создавался Министерством культуры Латвии, планируется его расширение. Работа над каноном была начата в конце 2007 года под руководством Мары Лаце, директора Латвийского Национального художественного музея. Отдельная рабочая группа отбирала материал для каждой из категорий. За образец были взяты культурные каноны других стран — Дании и Нидерландов. Канон используется как учебный материал. Критикуется за отсутствие методологии и «недемократический» подход к его созданию.

## Состав канона

### Архитектура и дизайн

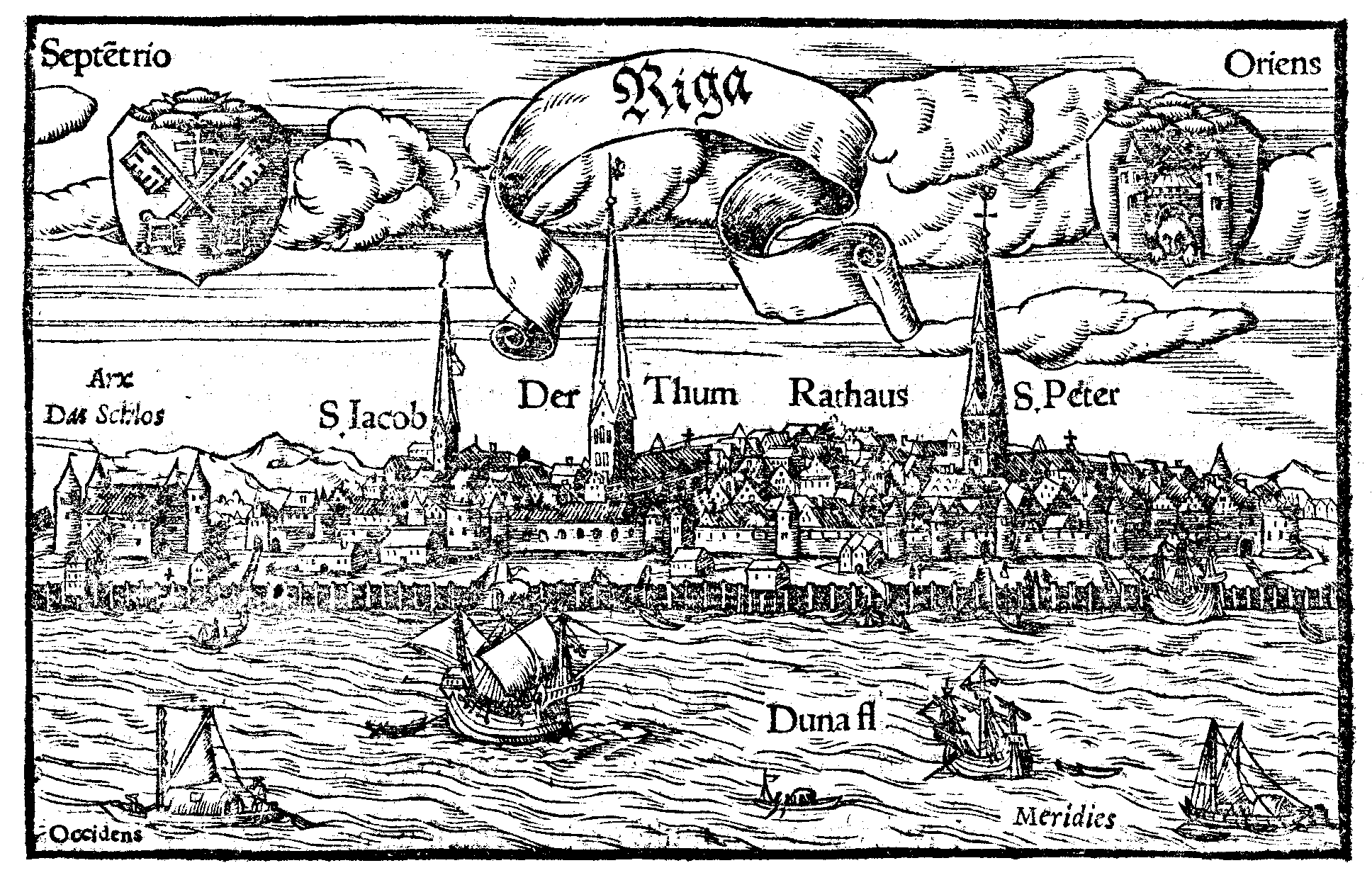
Силуэт Риги, 1575 год

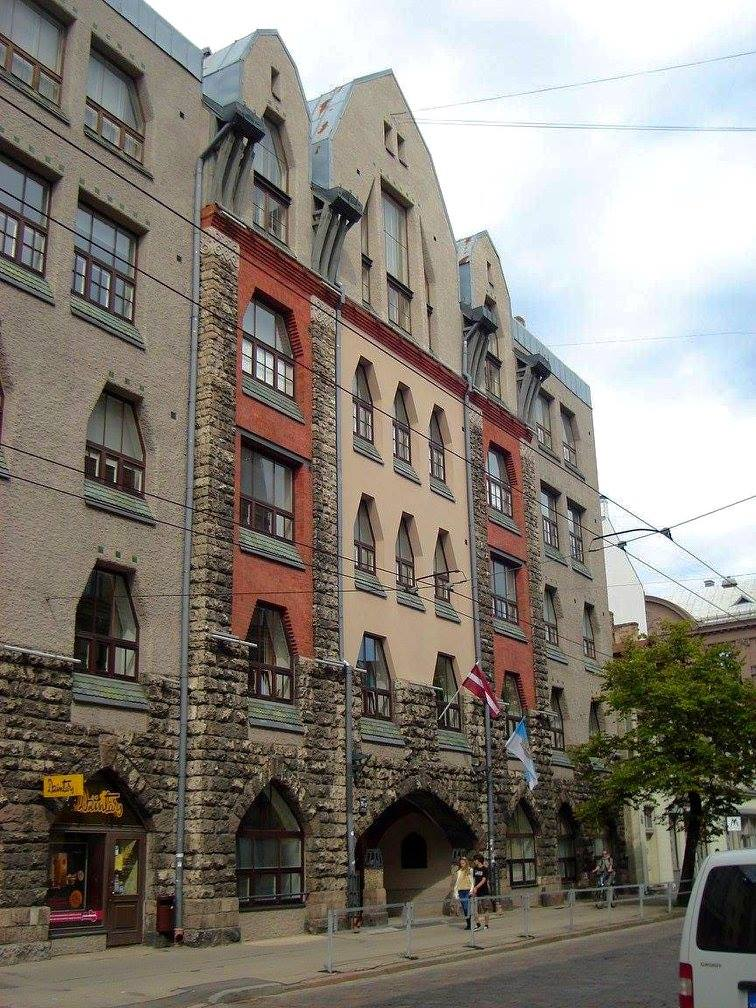
Улица Тербатас, 15/17

- Латышский хутор и его элементы (XVI—XXI вв.)
- Силуэт Старой Риги (XIII—XXI вв.)
- Рундальский дворец (1736—1740, 1763—1768)
- Кристоф Хаберланд (1750—1803)
- Рейнгольд Шмелинг (1840—1917)
- Гимназия Атиса Кениньша, Рига, улица Тербатас, 15/17 (1905 г.)
- Коллекция деревянных зданий в Риге (Кипсала, ул. Калнциема, ул. Мурниеку) (XVIII—XXI вв.)
- Концертный зал «Дзинтари» (1936—2008 гг.)
- Саласпилсский мемориал (1967)
- Театр Дайлес (1959—1976)
- Андрис Кронбергс (1951)
- Гунарс Биркертс (1925—2017)
- Этнографический стул «стулпиньш» (XVII—XXI вв.)
- Интерьер Зала аккредитации послов в Рижском замке (1923—1929)
- Фотоаппарат «Minox» (1936—1937)
- Мопед «Рига-12», конец 1970-х — начало 1980-х
- Латвийская школа плаката, 1970-е и 1980-е гг.
- Деньги Латвии

### Кино
- Лачплесис (1930)
- Белые колокольчики (1961)
- Эдгар и Кристина (1966)
- Дышите глубже (Четыре белых рубашки, 1967)
- В тени смерти (1971)
- Афера Цеплиса (1972)
- Яблоко в реке (1974)
- Старше на 10 минут (1978)
- Соколик (1978)
- Лимузин цвета белой ночи (1981)
- Легко ли быть молодым? (1986)
- Улица Поперечная (1988)

### Литература

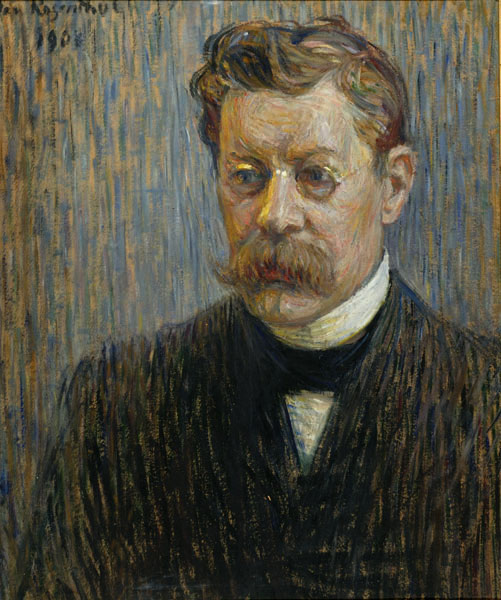
Рудольф Блауманис

### Музыка
- Эмилс Дарзиньш (1875—1910). «Меланхолический вальс» для симфонического оркестра (1904)
- Люция Гарута (1902—1977). «Боже, твоя земля горит!» — кантата для тенора, баритона, хора и органа (1943)
- Янис Ивановс (1906—1983). Симфонии (1933—1983)
- Андрей Юрьян (1856—1922). «Вей, ветерок» — песня для смешанного хора (1884)
- Альфредс Калниньш (1879—1951). Песни соло (1900—1949)
- Имантс Калниньш (1941). Симфония № 4 (1973)
- Янис Медыньш (1890—1966). Опера «Огонь и ночь» (1913—1919)
- Эмиль Мелнгайлис (1874—1954). «Янов вечер» — песня для смешанного хора (1926)
- Иоганн Готфрид Мютель (1728—1788)
- Песни Раймонда Паулса (1936)
- Петерис Васкс (1946). «Musica dolorosa» для струнного оркестра (1983)
- Язепс Витолс (1863—1948) «Gaismas pils» — баллада для смешанного хора (1899)

### Сценическое искусство

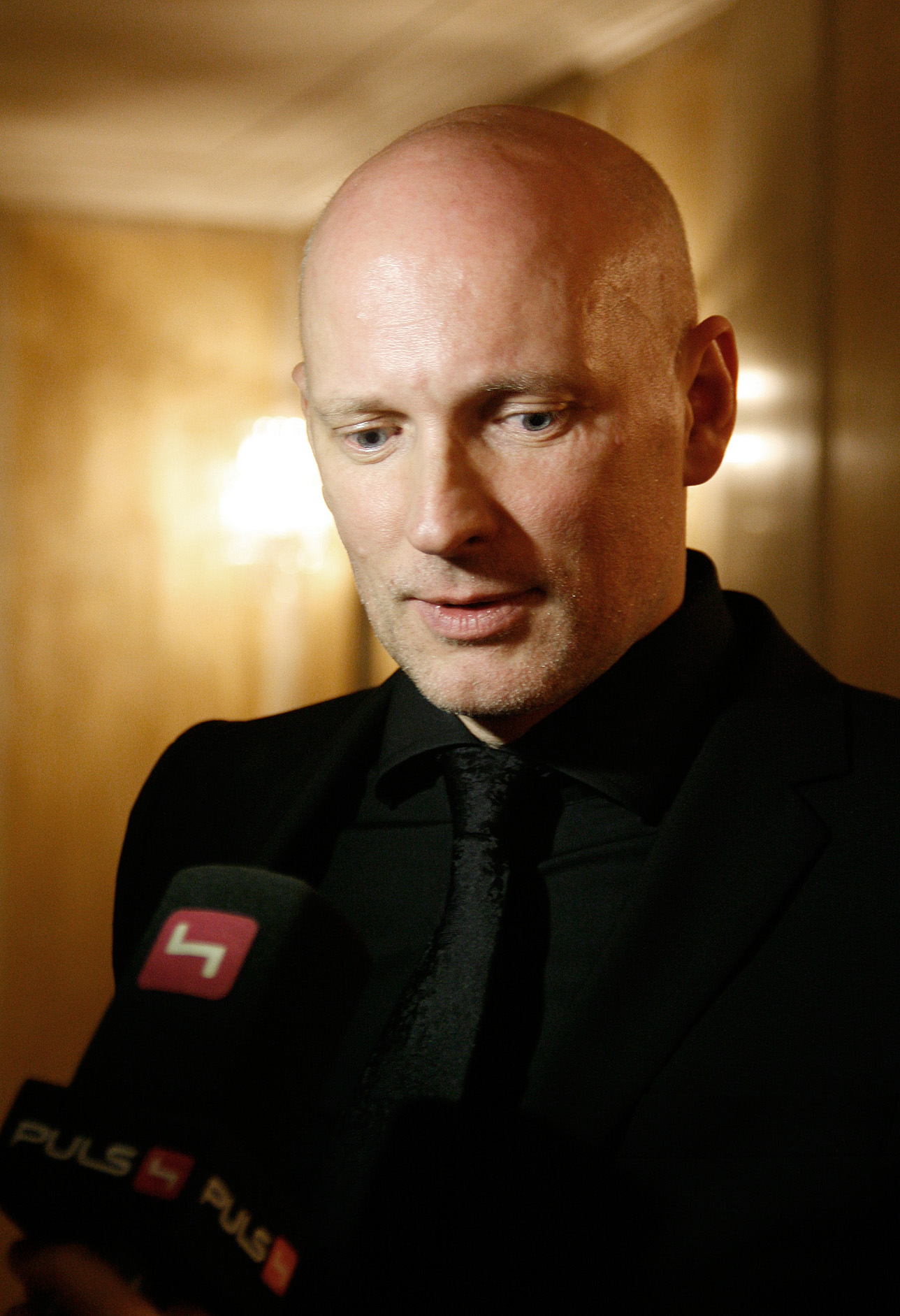
Алвис Херманис

- Художественный театр (сейчас Дайлес) Эдуарда Смильгиса, с 1920 по 1960 гг.
- Академический театр драмы А. Упитиса ЛССР (сейчас Латвийский национальный театр) под управлением Альфреда Яунушанса, с 1967 по 1981 гг.
- Государственный театр юного зрителя ЛССР Адольфа Шапиро, 1960-е и 80-е гг.
- Новый Рижский театр Алвиса Херманиса, с 1993 г.
- Инсценировка Алексиса Миерлаукса по пьесе Райниса «Огонь и ночь» в Новом Рижском театре, 1911 г.
- Постановка Петериса Петерсонса по «Играй, игрок» Александра Чака в Театре молодежи, 1972 г.
- Постановка Арнольдса Линыньша по пьесе Генрика Ибсена «Бранд» в Художественном театре, 1975 г.
- Ольгерт Кродерс и театр его единомышленников, конец 1960-х — начало 1970-х гг.
- Петерис Петерсонс и его поэтический театр, 1960—1970-е гг.
- Мара Кимеле и её психоаналитический театр
- Антра Лиедскалныня — одна из наиболее ярких представителей актёров «живого процесса» в Латвии
- Улдис Пуцитис — один из наиболее ярких представителей актёров «живого процесса» в Латвии
- «Рижская пантомима» под руководством Робертса Лигера, конец 1960-х — начало 1970-х гг.
- Творческий вклад Хелены Тангиевой-Бирзниеце в искусство латвийского балета
- Александр Лемберг и латвийский балет (1960—1980-е гг.)

### Народные традиции
- Латышские дайны

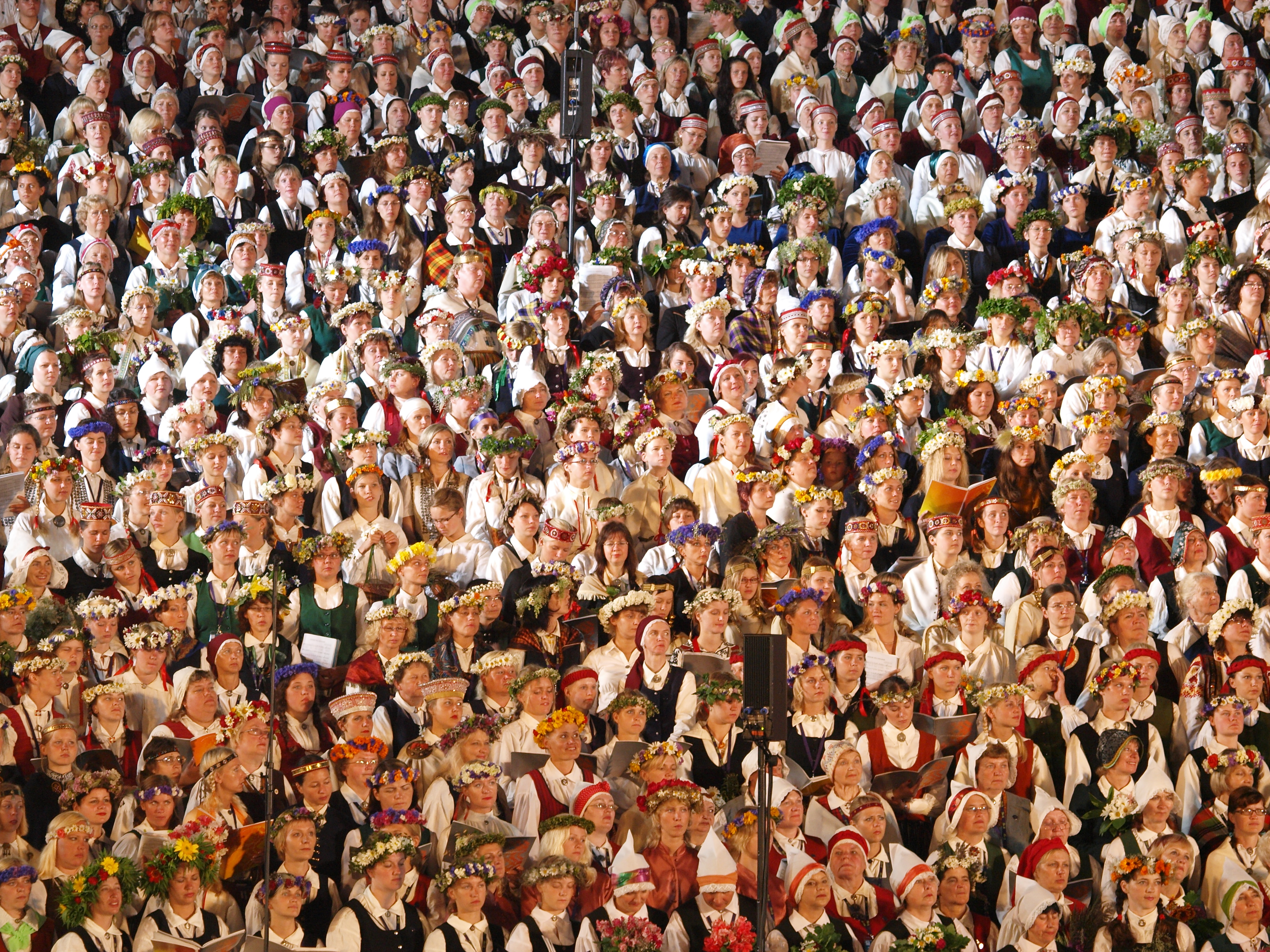
Хор на Празднике песни

- Бурдонное многоголосие в исполнении народных песен
- Кокле и игра на кокле
- Народный костюм
- Лиелвардский пояс
- Праздник песни
- Рупьмайзе
- Латгальская керамика
- Лиго
- Традиция ухода за могилами
- Традиции народного христианства — майские песнопения у креста и официй покойных в Латгалии и Верхней Латвии
- Культурное пространство суйтов
- Ливская традиционная культура

### Визуальное искусство
- Николаус Серфенс — младший (1662—1710). Алтарный образ в церкви св. Анны Лиепаи. (1697 г.)
- Янис Розенталс (1866—1916). Картина «После богослужения (Из церкви)» (1894)
- Вильгельм Пурвитис (1872—1945). Пейзажи «Весенние воды (Маэстосо)» (ок. 1910 г.), «Зима», (ок. 1908 г.), «Весной», (1933—1934).
- Йоханс Валтерс (1869—1932). Картина «Купающие мальчики» (ок. 1900)
- Янис Яунсудрабиньш (1877—1962). Иллюстрации к «Белой книге» (1914)
- Екабс Казакс (1895—1920). Картина «Беженцы» (1917)
- Язепс Гросвалдс (1891—1920). Работы из серии о стрелках (1916—1917)
- Теодорс Залькалнс (1876—1972). Скульптура «Сидящая матушка» (1916—1923)
- Карлис Зале (1888—1942). Монументальная скульптура: ансамбль Братского кладбища (1924—1936), памятник Свободы (1931—1935)
- Фарфор мастерской «Балтарс» (1925—1928)
- Никлав Струнке (1894—1966). «Человек, входящий в комнату» (1927)
- Гедерт Элиас (1887—1975). Картина «У колодца» (ок. 1935)
- Карлис Падегс (1911—1940). Графическая серия «Красный смех» (1930—1931)
- Борис Берзиньш (1930—2002). Картина «Художник и модель» (1985)
- Эгонс Спурис (1931—1990). Цикл «Пролетарские районы Риги в конце XIX — начале XX вв.» (1970—1980-е)

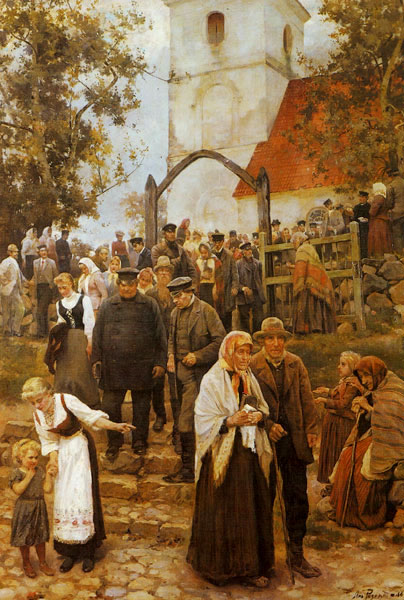
"После церковной службы (Из церкви)", Янис Розенталс, 1894
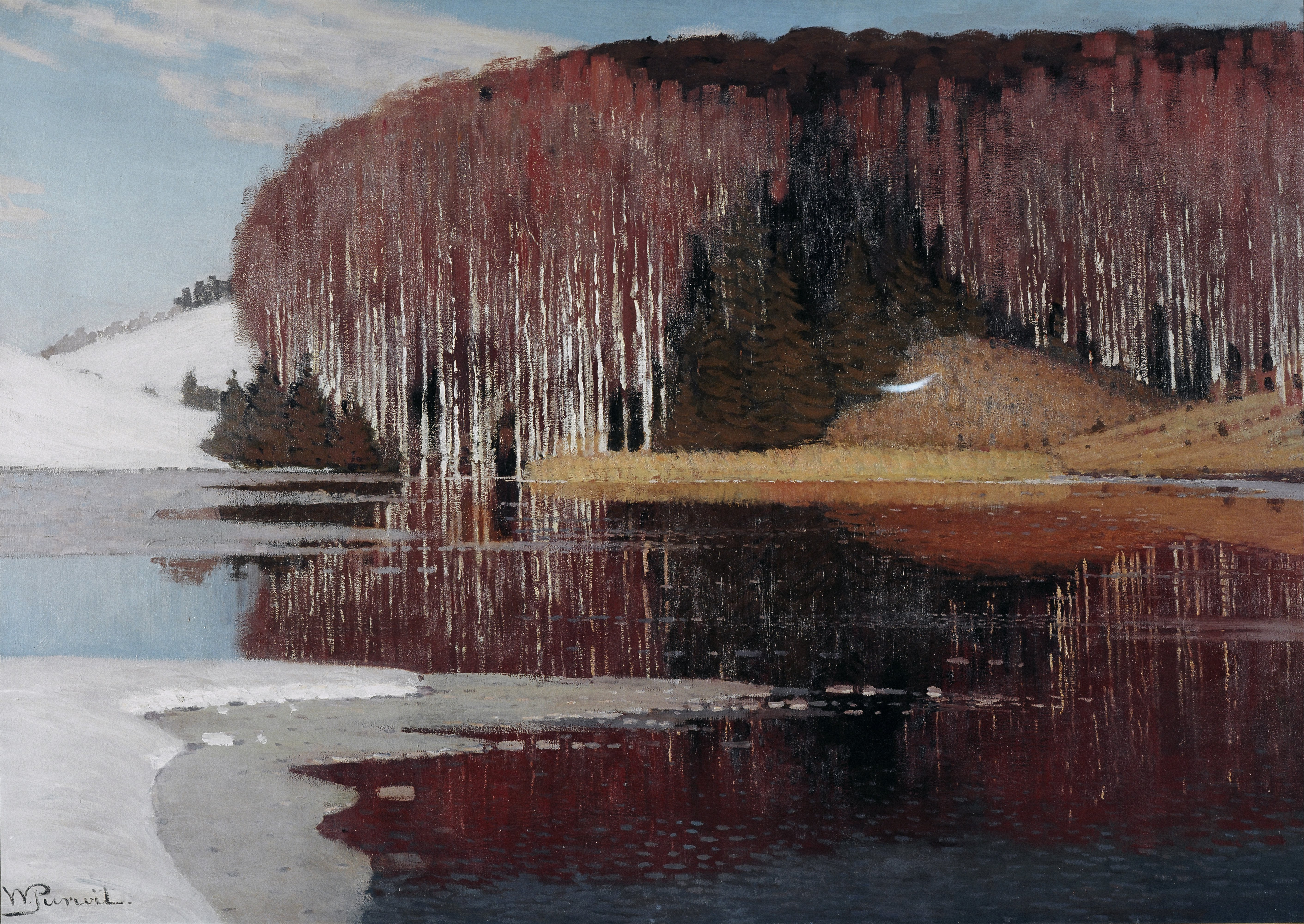
"Весенние воды (Маэстосо)", Вильгельм Пурвитис, ок. 1910
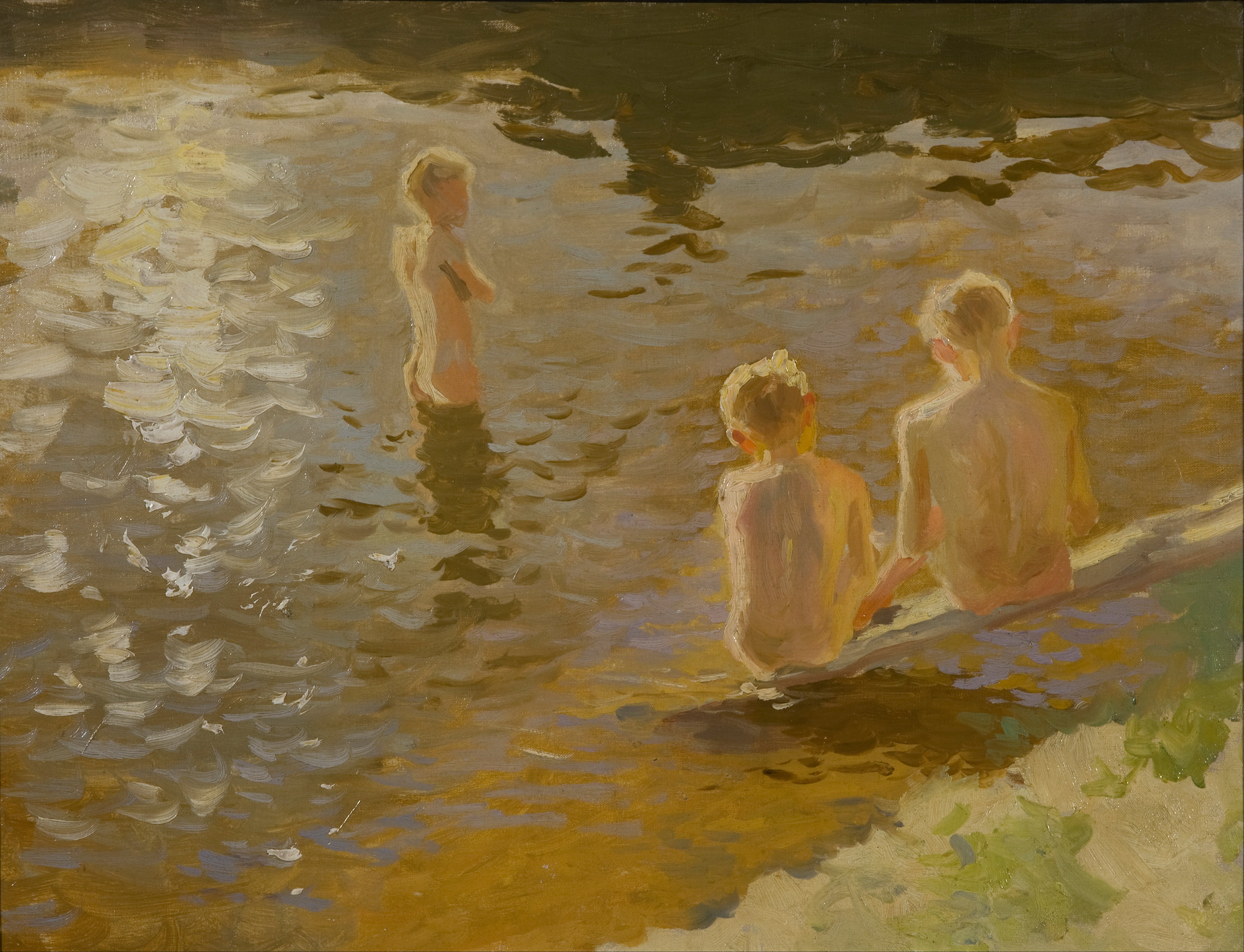
"Купающиеся мальчики", Янис Валтер, ок. 1900
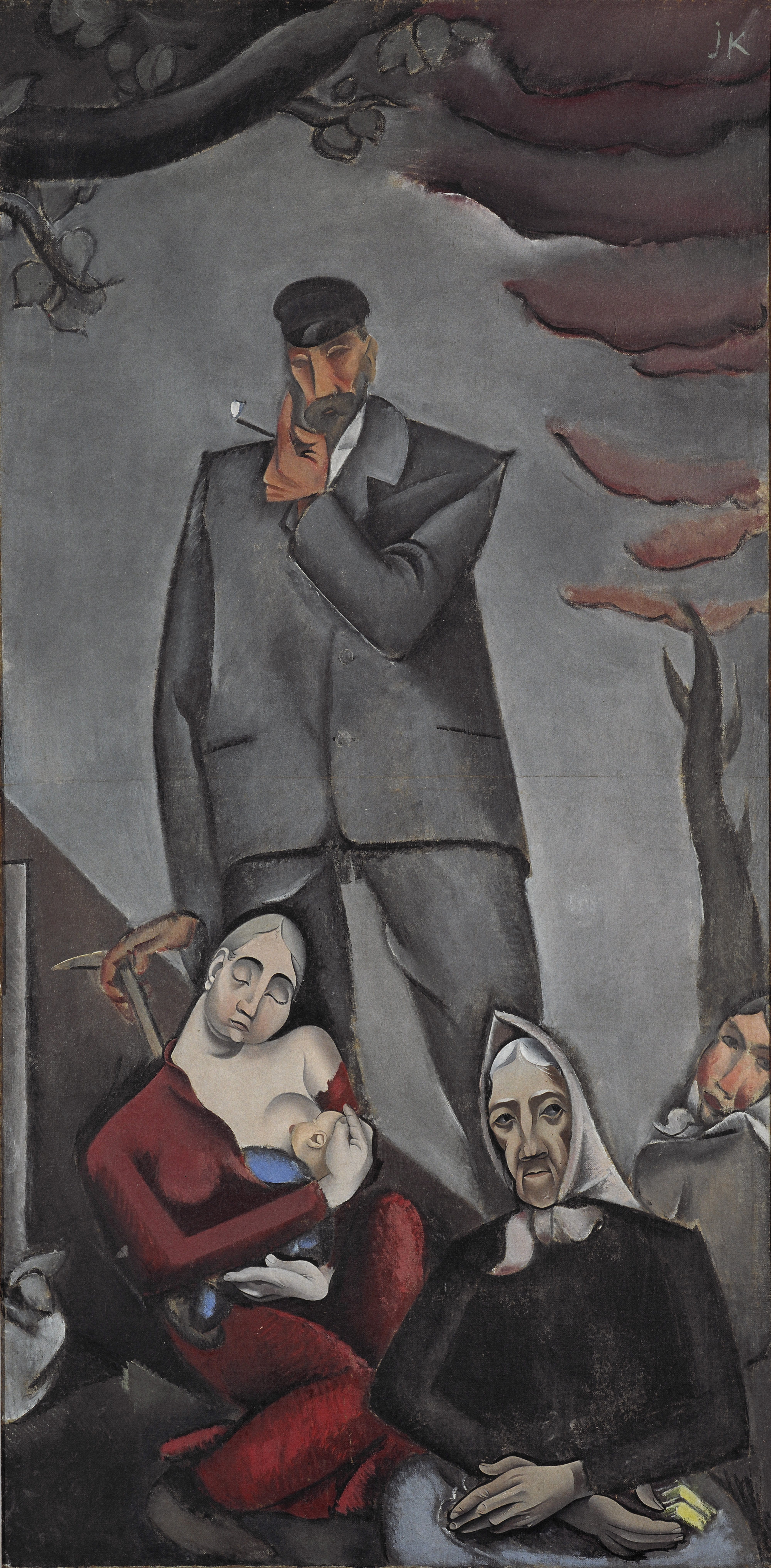
"Беженцы", Екабс Казакс, 1917
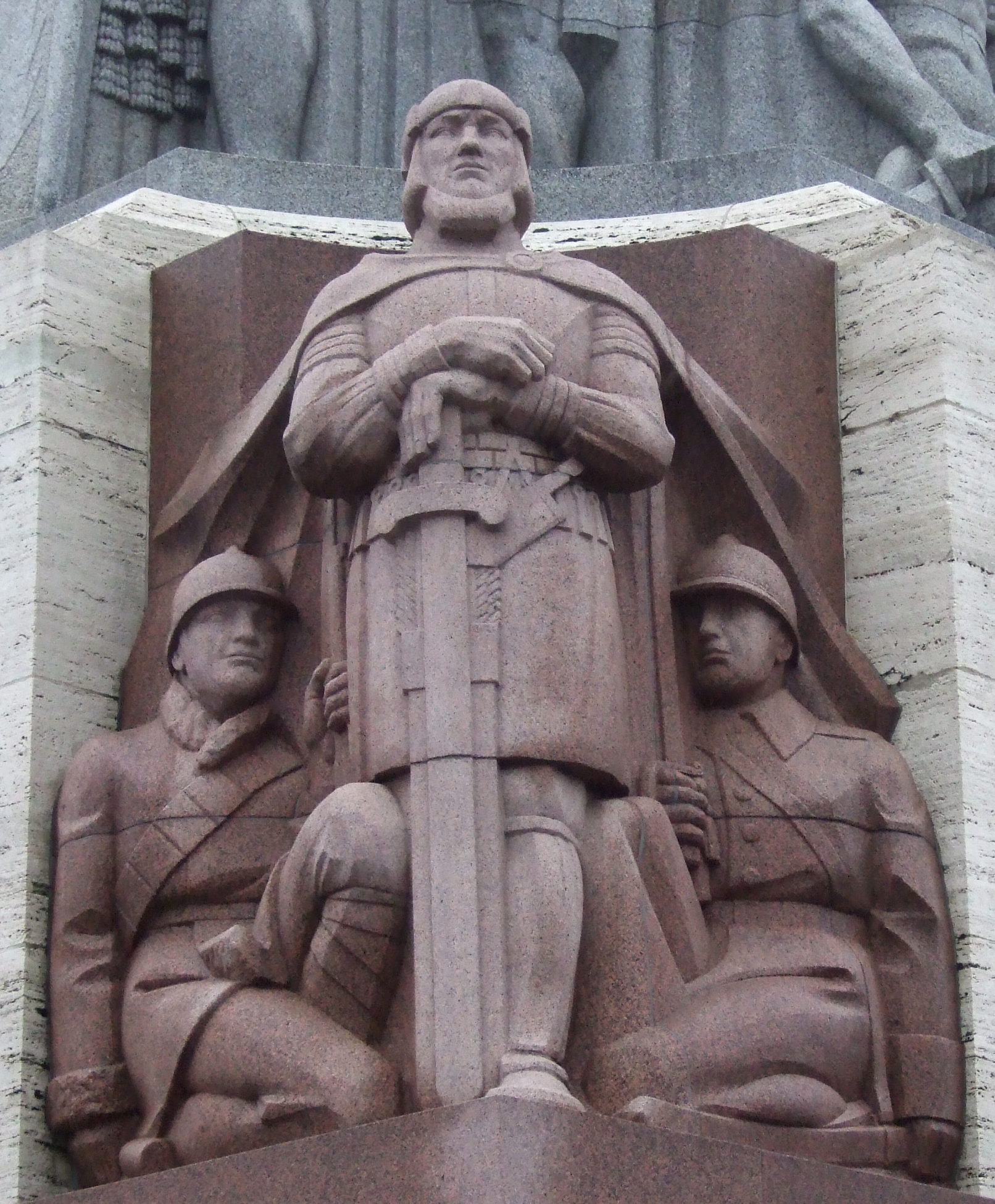
Фрагмент памятника Свободы "Хранители Отечества", Карлис Зале